# Bosruck (Bernhardswald)
Bosruck ist ein Gemeindeteil von Bernhardswald im Oberpfälzer Landkreis Regensburg, Bayern. Der Weiler Bosruck liegt in der Region Regensburg etwa drei Kilometer nordöstlich von Bernhardswald.

## Geschichte
Bosruck wurde 1466 erstmals schriftlich als Frühmessstiftung des Parzifal Zenger zum St.-Michaels-Altar in Altenthann erwähnt.
Es tauchte 1521 und 1538 in den Steuerregistern des Landgerichts Donaustauf auf.
1599 zahlte ein Hof in Bosruck die Grundgült an das Kloster Reichenbach.
Dieser Hof war 1606 im Besitz der Hofmark Bernhardswald.
Über den Hof kam es zu einem Streit um die Niedergerichtsbarkeit zwischen dem Hofmarksherrn, 1617 war das Hans Moroltinger, und dem Landgericht Donaustauf, der zugunsten des Landgerichts ausging. Der zweite Hof von Bosruck war im Besitz der Pfarrkirche Pettenreuth.
Über diesen Hof hatte Donaustauf die landesfürstliche Obrigkeit. Seine Steuern zahlte der Hof an das Rentamt Straubing. Die Vogteirechte über diesen Hof gehörten zur Hälfte dem Schloss Kürn und zu je einem Viertel den Schlössern Hauzendorf und Hauzenstein.
Dies wurde so gehandhabt, dass der Hofmarksherr von Kürn 6 Jahre und die Inhaber der beiden anderen Schlösser je 3 Jahre die Niedergerichtsbarkeit ausübten.
Durch diese starke Zersplitterung der Rechte konnte das Landgericht Donaustauf schon 1606 alle Gerichts- und Herrschaftsrechte über Bosruck an sich bringen.
Zum Stichtag 23. März 1913 (Osterfest) gehörte Bosruck zur Pfarrei Wenzenbach mit 3 Häusern und 17 Einwohnern.
Am 31. Dezember 1990 hatte Bosruck 10 katholische Einwohner und gehörte zur Pfarrei Bernhardswald.